# Bray-sur-Somme
Pour les articles homonymes, voir Bray.
Bray-sur-Somme est une commune française située dans le département de la Somme en région Hauts-de-France.

## Géographie

### Localisation
Bray-sur-Somme est un bourg picard de la vallée de la Haute-Somme, situé sur la courbe nord d'un des méandres de ce fleuve côtier, à 29 km à l'est d'Amiens et à 17 km à l'ouest de Péronne.
| Méaulte     | Carnoy               | Mametz et Fricourt |
| Morlancourt | Bray-sur-Somme       | Suzanne            |
| Étinehem    | La Neuville-lès-Bray | Cappy              |

### Nature du sol et du sous-sol
Le sol de la commune est le plus souvent marécageux ou tourbeux à l'ouest et au sud. Au nord, le sol est calcaire.

### Relief, végétation et paysage
La commune est entourée de collines à l'est et à l'ouest. Au sud, on rencontre les falaises de la rive gauche. Le bourg s'étage sur le coteau ouest. Au nord, sur le plateau, se situe le bois de Bray.

### Hydrographie

#### Réseau hydrographique
La commune est située dans le bassin Artois-Picardie. Elle est drainée par la rivière Somme .
La Somme est un fleuve du nord de la France, en région Hauts-de-France, qui traverse les deux départements de l'Aisne et de la Somme. Il prend sa source dans la commune de Fonsomme et se jette  dans la Manche par la baie de Somme entre Le Crotoy et Saint-Valery-sur-Somme. Les caractéristiques hydrologiques de la Somme sont données par la station hydrologique située sur la commune. Le débit moyen mensuel est de 7,81 m3/s. Le débit moyen journalier maximum est de 22,4 m3/s, atteint lors de la crue du 8 février 2021. Le débit instantané maximal est quant à lui de 31 m3/s, atteint le 8 mai 2010.

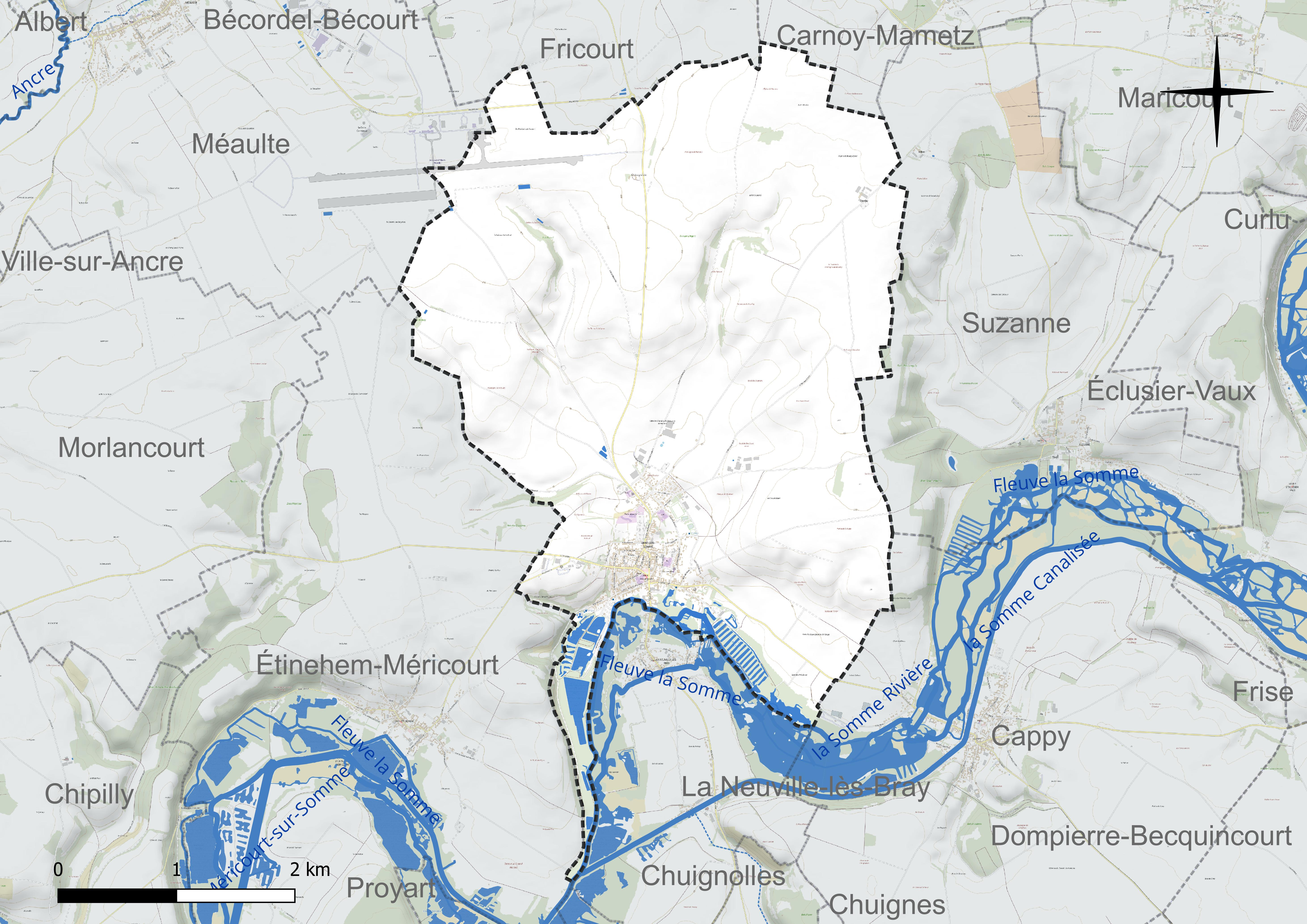
Réseau hydrographique de Bray-sur-Somme.

#### Gestion et qualité des eaux
Le territoire communal est couvert par le schéma d'aménagement et de gestion des eaux (SAGE) « Haute Somme ». Ce document de planification concerne un territoire de 1 798 km2 de superficie, délimité par le bassin versant de la Haute Somme est constitué d'un réseau hydrographique complexe de cours d'eau, de marais, d'étangs et de canaux. Le périmètre a été arrêté le 21 avril 2006 et le SAGE proprement dit a été approuvé le 15 juin 2017. La structure porteuse de l'élaboration et de la mise en œuvre est le syndicat mixte d'aménagement hydraulique du bassin versant de la Somme (AMEVA).
La qualité des cours d'eau peut être consultée sur un site dédié géré par les agences de l'eau et l'Agence française pour la biodiversité.

### Climat
Pour des articles plus généraux, voir Climat des Hauts-de-France et Climat de la Somme.
En 2010, le climat de la commune est de type climat océanique dégradé des plaines du Centre et du Nord, selon une étude du CNRS s'appuyant sur une série de données couvrant la période 1971-2000. En 2020, Météo-France publie une typologie des climats de la France métropolitaine dans laquelle la commune est exposée à un climat océanique et est dans la région climatique Nord-est du bassin Parisien, caractérisée par un ensoleillement médiocre, une pluviométrie moyenne régulièrement répartie au cours de l'année et un hiver froid (3 °C).
Pour la période 1971-2000, la température annuelle moyenne est de 10,3 °C, avec une amplitude thermique annuelle de 14,7 °C. Le cumul annuel moyen de précipitations est de 700 mm, avec 12,6 jours de précipitations en janvier et 8,6 jours en juillet. Pour la période 1991-2020, la température moyenne annuelle observée sur la station météorologique la plus proche, située sur la commune de Méaulte à 6 km à vol d'oiseau, est de 10,7 °C et le cumul annuel moyen de précipitations est de 730,3 mm,. Pour l'avenir, les paramètres climatiques de la commune estimés pour 2050 selon différents scénarios d'émission de gaz à effet de serre sont consultables sur un site dédié publié par Météo-France en novembre 2022.

## Urbanisme

### Typologie
Au 1er janvier 2024, Bray-sur-Somme est catégorisée bourg rural, selon la nouvelle grille communale de densité à sept niveaux définie par l'Insee en 2022.
Elle est située hors unité urbaine et hors attraction des villes,.

### Occupation des sols
L'occupation des sols de la commune, telle qu'elle ressort de la base de données européenne d'occupation biophysique des sols Corine Land Cover (CLC), est marquée par l'importance des territoires agricoles (86,7 % en 2018), en diminution par rapport à 1990 (90 %). La répartition détaillée en 2018 est la suivante : 
terres arables (84,4 %), zones urbanisées (4,9 %), zones industrielles ou commerciales et réseaux de communication (4 %), eaux continentales (2,6 %), zones agricoles hétérogènes (2,3 %), forêts (1,8 %). L'évolution de l'occupation des sols de la commune et de ses infrastructures peut être observée sur les différentes représentations cartographiques du territoire : la carte de Cassini (XVIIIe siècle), la carte d'état-major (1820-1866) et les cartes ou photos aériennes de l'IGN pour la période actuelle (1950 à aujourd'hui).

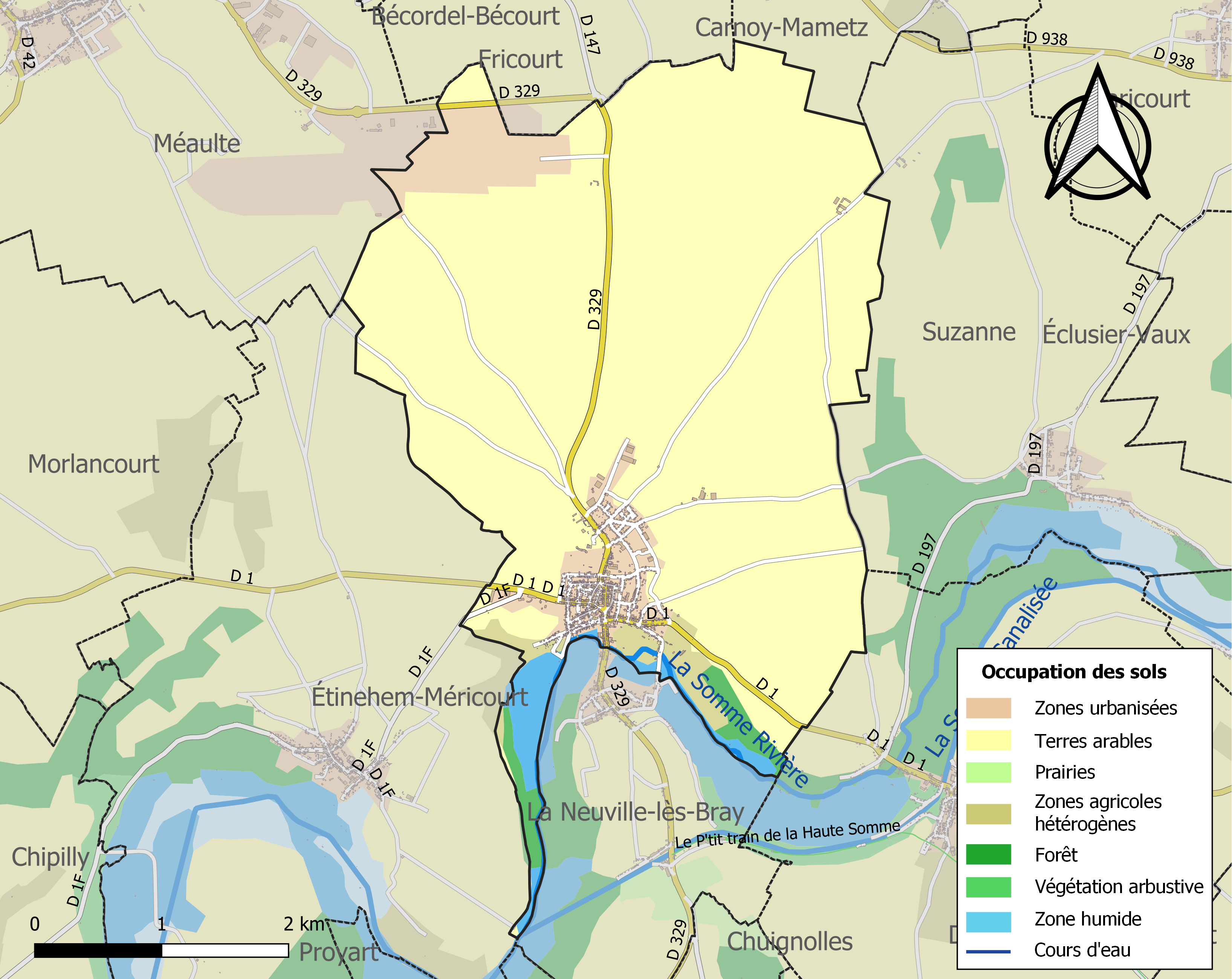
Carte des infrastructures et de l'occupation des sols de la commune en 2018 (CLC).

### Habitat

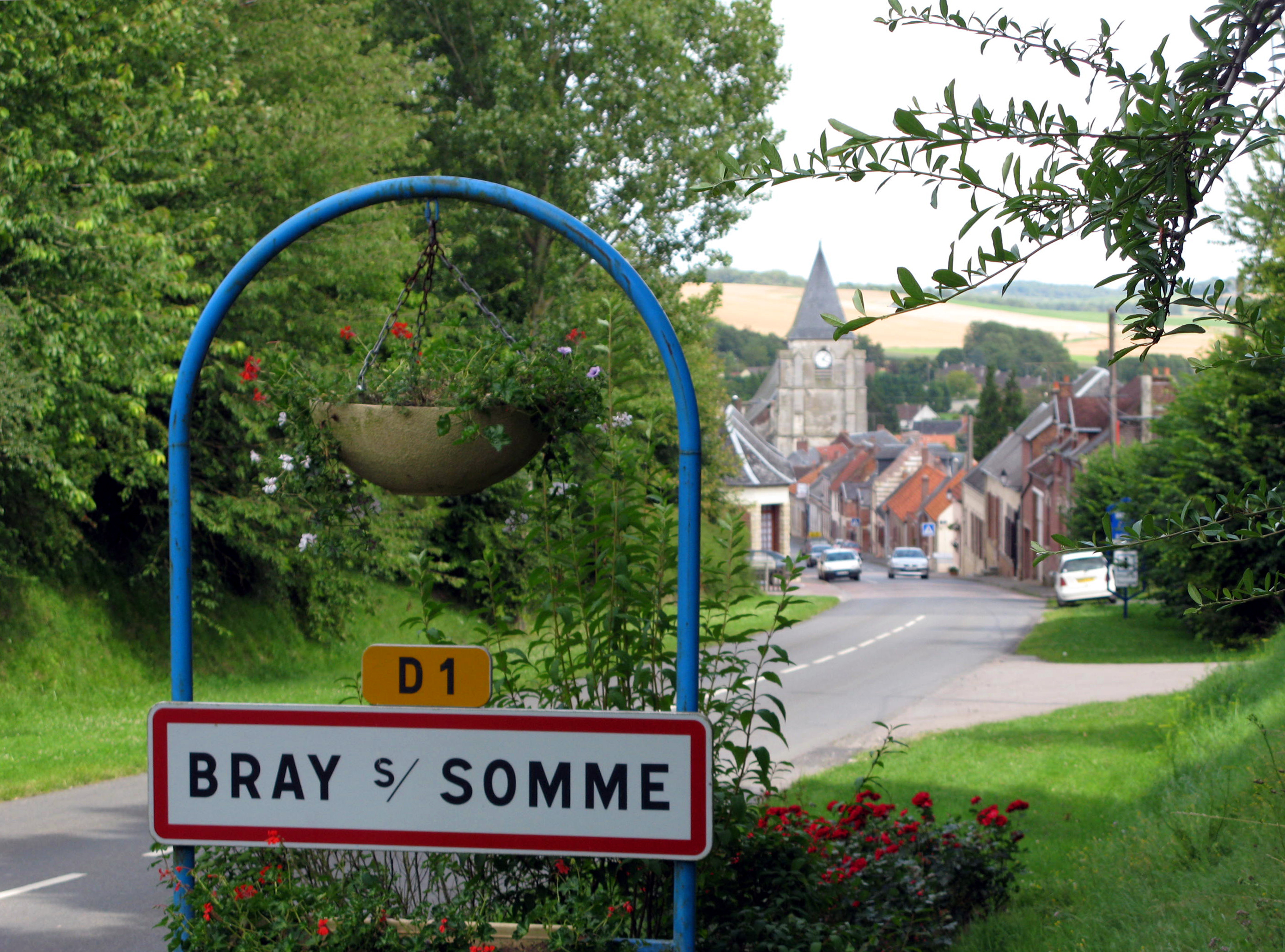
Entrée dans Bray en venant de Corbie.

Le village, construit sur la rive droite de la Somme, s'est progressivement étendu sur le versant nord de la vallée.
Le bourg de Bray-sur-Somme occupe un site de carrefour sur la route d'Amiens à Péronne et sur la route d'Albert à Montdidier. Malgré cette position, Bray-sur-Somme souffre de son enclavement car elle est située sur des routes secondaires assez éloignées des grands axes. De plus, Bray est située à proximité de villes comme Albert à 9 km ou Péronne à 12 km ce qui limite son rayonnement. Groupée autour de l'église et de la mairie, l'agglomération ne polarise que très modérément le territoire du canton qui est écartelé entre les aires d'influence de Corbie, Albert et Péronne.

### Voies de communication et transports
La localité est desservie par les autocars du réseau inter-urbain Trans'80, chaque jour de la semaine, sauf le dimanche et les jours fériés (ligne no 38  (Albert - Bray-sur-Somme - Péronne).

## Toponymie

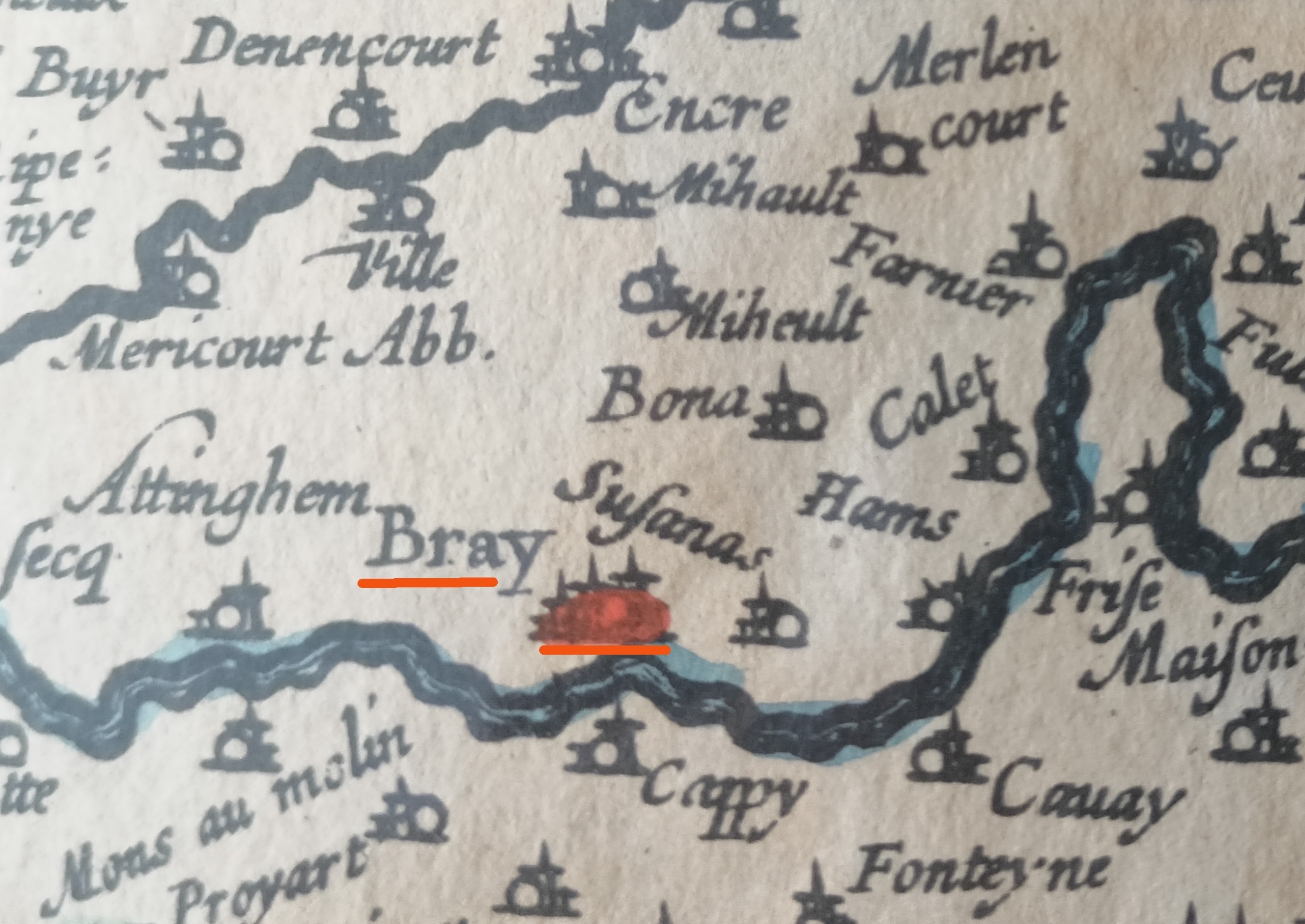
Bray-sur-Somme sur une carte de la Picardie de 1620.

Braium serait attesté depuis environ 630[réf. nécessaire], sous les formes Brai en 1128 ; Braium (1140.) ; Brahium (1172.) ; Braina (1195.) ; Braia super Summam (1210.) ; Braium super Summam (1210.) ; Brayum (1248.) ; Braya (1259.) ; Braia (1260.) ; Bray super Sommam (1260.) ; Brayum super Somam (1265.) ; Braia (1265.) ; Bray (1301.) ; Breya (1353.) ; Bray-sur-Somme (1489.) ; Braium super Somonam (1492.) ; Braium ad Samaram (1573.) ; Braye (1665.).

Bray est un toponyme d'origine celtique braco, attesté dans une glose en ancien français signifiant « terrain fangeux », « marais », de l'oïl brai « boue, fange, marais », du Gaulois *bracu ( plus exactement *brakus, brakōs) qui a d’abord désigné un « fond de vallée humide » puis un « marais ».
Les termes français brai (au sens de « boue, goudron ») et braye (« terre grasse »), aujourd'hui tombés en désuétude en proviennent peut-être aussi.
En 1956, Bray change de nom pour devenir officiellement Bray-sur-Somme.
La Somme est un fleuve qui traverse les deux départements de l'Aisne et de la Somme. Il donne son nom à ce dernier.

## Histoire

### Préhistoire

#### Paléolithique
- Le site de Bray-sur-Somme fut occupé par l'homme dès la préhistoire. Des silex polis y ont été retrouvés. Les archéologues de l'Institut national de recherches archéologiques préventives (I.N.R.A.P.) ont mis au jour un atelier de débitage de silex datant du Paléolithique final (~13 000 av. J.-C.)[20].

#### Âge du bronze
- Des instruments en bronze ont été retrouvés dans la commune.

### Antiquité
- L'implantation gauloise et la romanisation furent confirmées par des armes, des objets divers, des monnaies trouvées lors de fouilles archéologiques.

### Moyen Âge

#### Haut Moyen Âge

##### Période mérovingienne
- Au Riez Bazin, un cimetière mérovingien a été découvert en 1850 et fouillé en 1875.
- En 630, Braium appartenait au domaine de l'abbaye de « Centule » (qui prendra le nom de Saint-Riquier).

##### Période carolingienne
- En 868, sous le règne de Charles le Chauve, une forteresse contrôlait déjà cette partie de la Somme en amont de Corbie et d'Amiens.

#### Moyen Âge classique
- Xe siècle, après rachat par Hugues Capet à l'abbé Ingelard, le bourg fut rattaché à la châtellenie de Péronne.
- Ayant appartenu tantôt à Péronne tantôt aux comtes de Vermandois, le fief fut acquis, en 1210, par le roi de France, Philippe-Auguste, qui lui octroya une charte communale.

Développement de la cité au Moyen Âge
- La ville était fortifiée à l'ouest et au nord par des remparts et des fossés profonds. À l'est, un talus en terre, entouré de marais et surmonté d'une palissade en bois, longeait les Catiches, cours d'eau se jetant dans la rivière d'Arleux et traversant en longueur le sud de Bray jusqu'au port de la Gayette.

À chaque entrée de la ville, se trouvait une porte avec deux tours, des mâchicoulis et une herse ainsi qu'un pont à franchir. Ces portes étaient au nombre de quatre : 
- porte de Corbie, à l'ouest ;
- porte d'Encre, au nord vers Albert ;
- porte de Hurel, à l'est vers Cappy ;
- porte de Wiquet, une simple poterne.
- Bray avait un château fort, dans la rue du Castel. Sur l'autre rive de la Somme, on pouvait apercevoir un pont-levis, une porte avec ses deux tours. Il existait sur la Somme un autre pont-levis.

#### Bas Moyen Âge
- Octobre 1359 : résistance de la garnison locale à l'assaut du duc de Lancastre.
- Juillet 1373 : le duc de Warwick, repoussé, se vengea en incendiant Cappy.
- 1378 : attaque du duc de Buckingham.
- 1423 : les Écorcheurs ravagèrent la banlieue de la cité, détruisant les moulins et les fours banaux..
- Juin 1472 : Charles le Téméraire réduisit la ville en ruines.

### Époque moderne
- Novembre 1522 : siège des Anglais et des Impériaux qui pillèrent, incendièrent la ville et massacrèrent la population. La rue des Massacres porte depuis le souvenir de cette tragédie.
- Septembre 1536 : Adrien de Croÿ, comte de Rœux, incendia la ville.
- 1553 : saccage de la cité par Adrien de Croÿ.
- 1595 : assaut de Pedro Enríquez de Acevedo, comte de Fuentès, gouverneur des Pays-Bas espagnols.
- 1598 : Bray jouit d'une période de redressement économique, on y intensifia la culture de la vigne.
- Juillet 1636 : les Espagnols menacèrent la cité en tirant 600 coups de canon.
- 4 août 1636 : attaque des Espagnols, commandés par Jean de Werth.
- 1649 : les murailles furent détruites, la ville fut de nouveau incendiée par les Espagnols, une cloche fut emportée.
- 12 avril 1653 : lors de l'assaut du prince de Condé, la porte d'Encre fut détruite puis le bourg lui-même.
- 30 avril 1653 : l'église, les autres portes, le château fort furent détruits à leur tour. La ville perd alors toute valeur stratégique importante.
- 1680 : Louis XIV fut de passage à Bray avec sa cour.

### Époque contemporaine
- 1793 : un grand pont fut construit sur la Somme.
- Pendant la guerre de 1870 : l'armée du général Faidherbe cantonna à Bray du 5 septembre au 24 décembre.
- Le 26 décembre 1870, ce fut au tour de l'armée prussienne commandée par Manteuffel de séjourner à Bray.

#### Première Guerre mondiale
Bray-sur-Somme fut durement touchée par la Première Guerre mondiale.
- En 1914, l'armée allemande, arrivée à Bray par la route de Proyart, se dirigea vers Amiens. Dans les premiers mois, la commune ne subit aucun dégât et n'eut à souffrir que d'une réquisition des chariots. Après le bombardement d'Albert le 28 septembre, par les Allemands, et son évacuation le 4 octobre 1914, le front se stabilisa autour de Bray-sur-Somme, en un arc de cercle constitué par Fricourt, Carnoy, Curlu, Frise, Herbécourt, Dompierre-Becquincourt. Bray eut la fonction très importante, 28 mois durant, de centre de ravitaillement et de repos.
- En février 1915, les vitraux et la tour du clocher furent endommagés par des obus allemands tombés près de l'église. Les blessés du front furent soignés dans un grand cantonnement aménagé dans la localité.
- Le 329e régiment d'infanterie du Havre, constitué de réservistes, cantonna à Bray-Sur-Somme du 15 octobre 1914 au 18 avril 1915 pour organiser les premières tranchées, les fortins, ainsi que différentes opérations militaires. Le 17 mars 1915, il résista (17e, 21e et 24e compagnies renforcée par une section de la 18e compagnie, ainsi que le 236e régiment d'infanterie) énergiquement à une attaque allemande lancée pour reprendre l'entonnoir. Dans le secteur de Carnoy, les pertes du régiment se sont chiffrées à 47 tués, 96 blessés et 6 disparus, dont 23 tués et 70 blessés à la suite de l'opération de l'entonnoir. Le régiment perdit durant la Grande guerre, 2 097 hommes, 58 officiers, 158 sous-officiers et 1 881 caporaux et soldats[21]. Une plaque commémorative, apposée dans l'église Saint-Nicolas, témoigne de leurs actions.
- En 1916, les armées franco-britanniques préparent l'offensive et stockent munitions, armes et matériels divers. Le 1er juillet 1916 à 7 h 30, la bataille de la Somme fut lancée et infligea jusqu'en novembre 1916 de lourdes pertes à l'armée allemande, qui dut reculer.
- Au printemps 1918, les Allemands, voulant reconquérir du terrain en lançant des attaques sur Péronne et Saint-Quentin, passèrent en force la Somme le 25 avril 1918. Bray-sur-Somme fut évacuée. Après la signature à Doullens du commandement unique et la désignation du général Foch comme unique chef des armées alliées, Bray fut libérée le 12 août 1918, après de durs combats dans la vallée de la Somme et avec l'aide des Australiens.
- Pour ses quatre années d'épreuves, le bourg se vit attribuer par le ministre André Lefèvre, le 27 octobre 1920, la Croix de guerre avec citation à l'ordre de l'armée.

La reconstruction de Bray prit de nombreuses années.

Un village meurtri par la Première Guerre mondiale
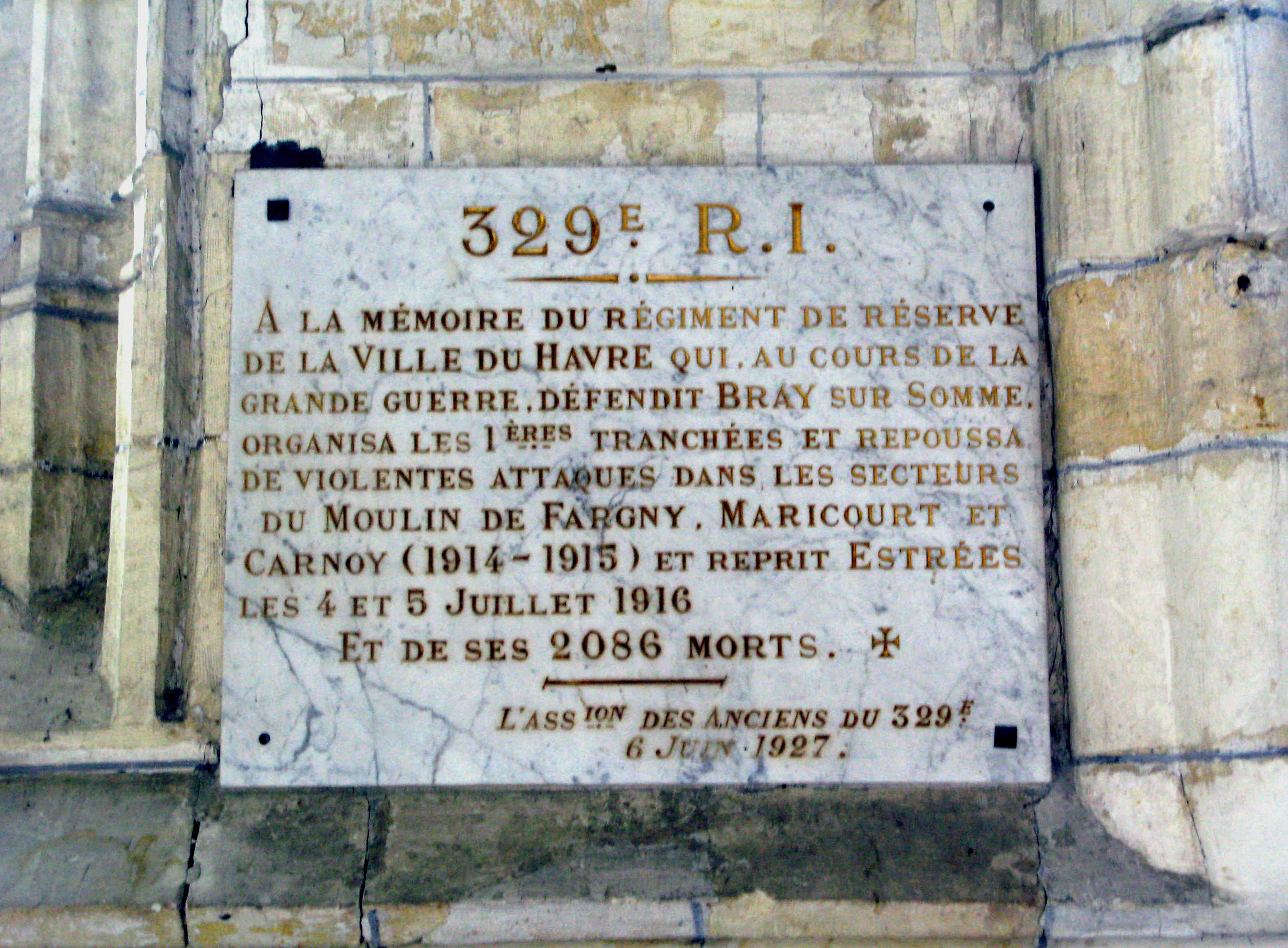
Plaque à la mémoire du 329e régiment d'infanterie, dans l'église.
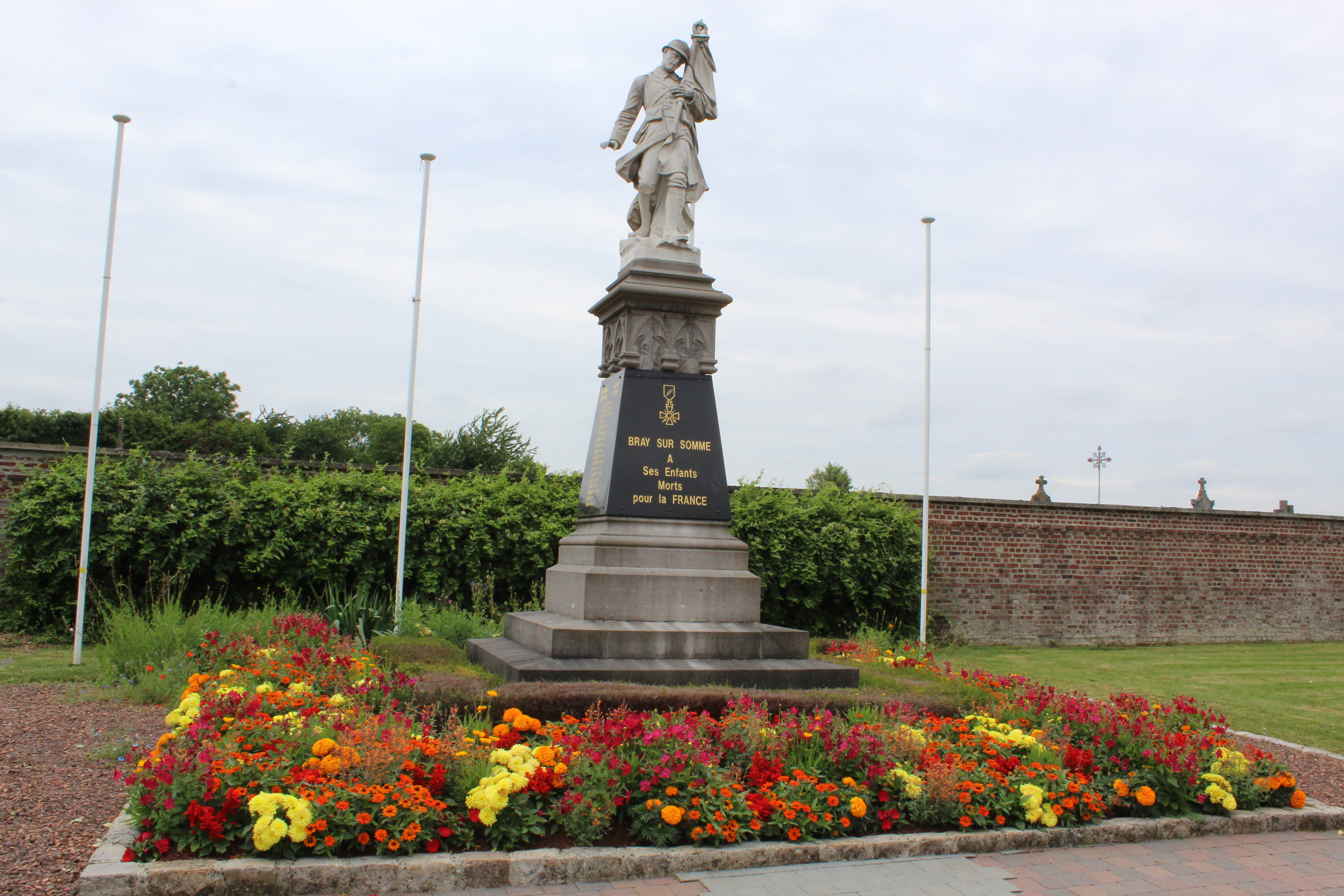
Le monument aux morts.
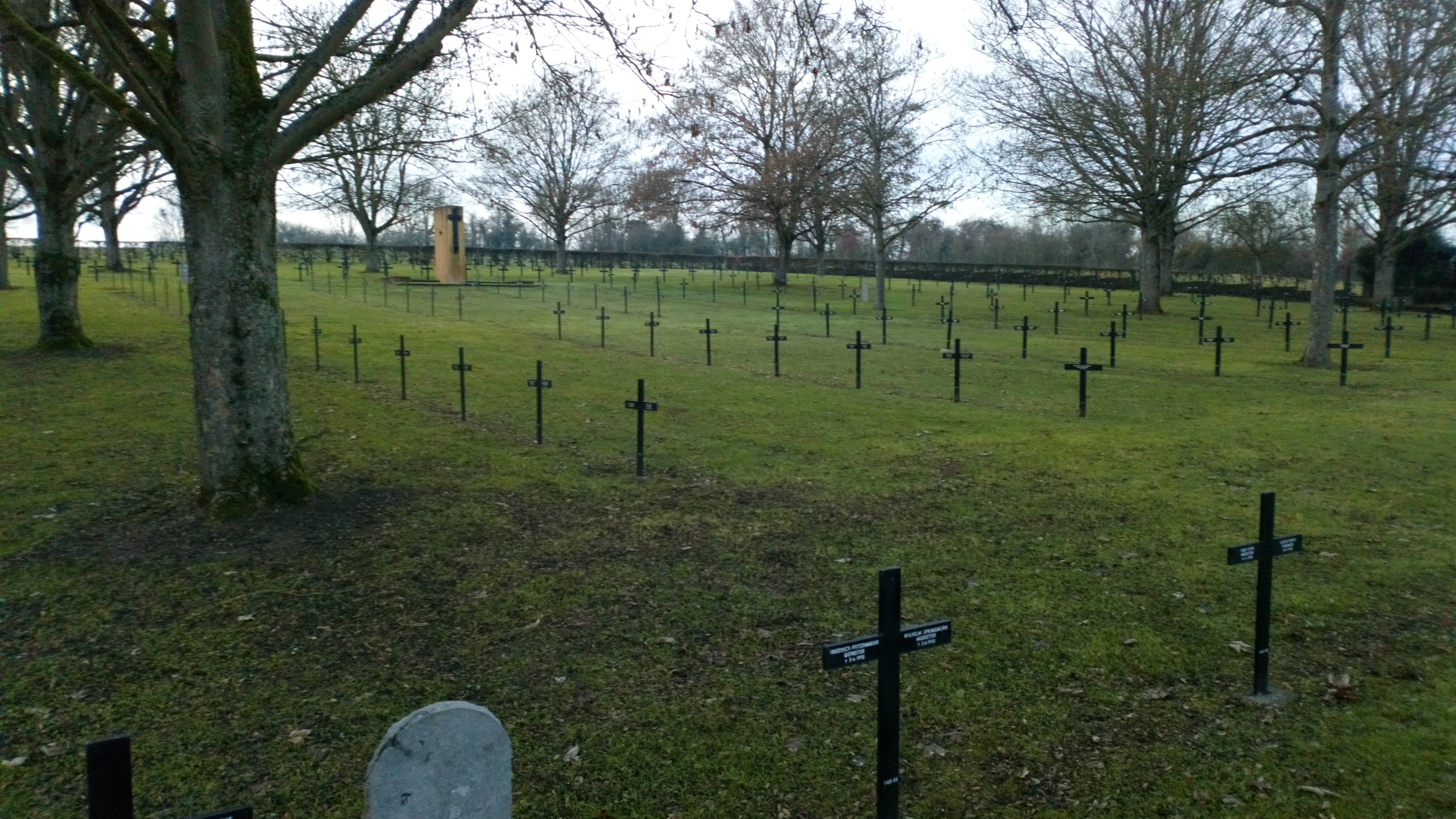
Cimetière militaire allemand
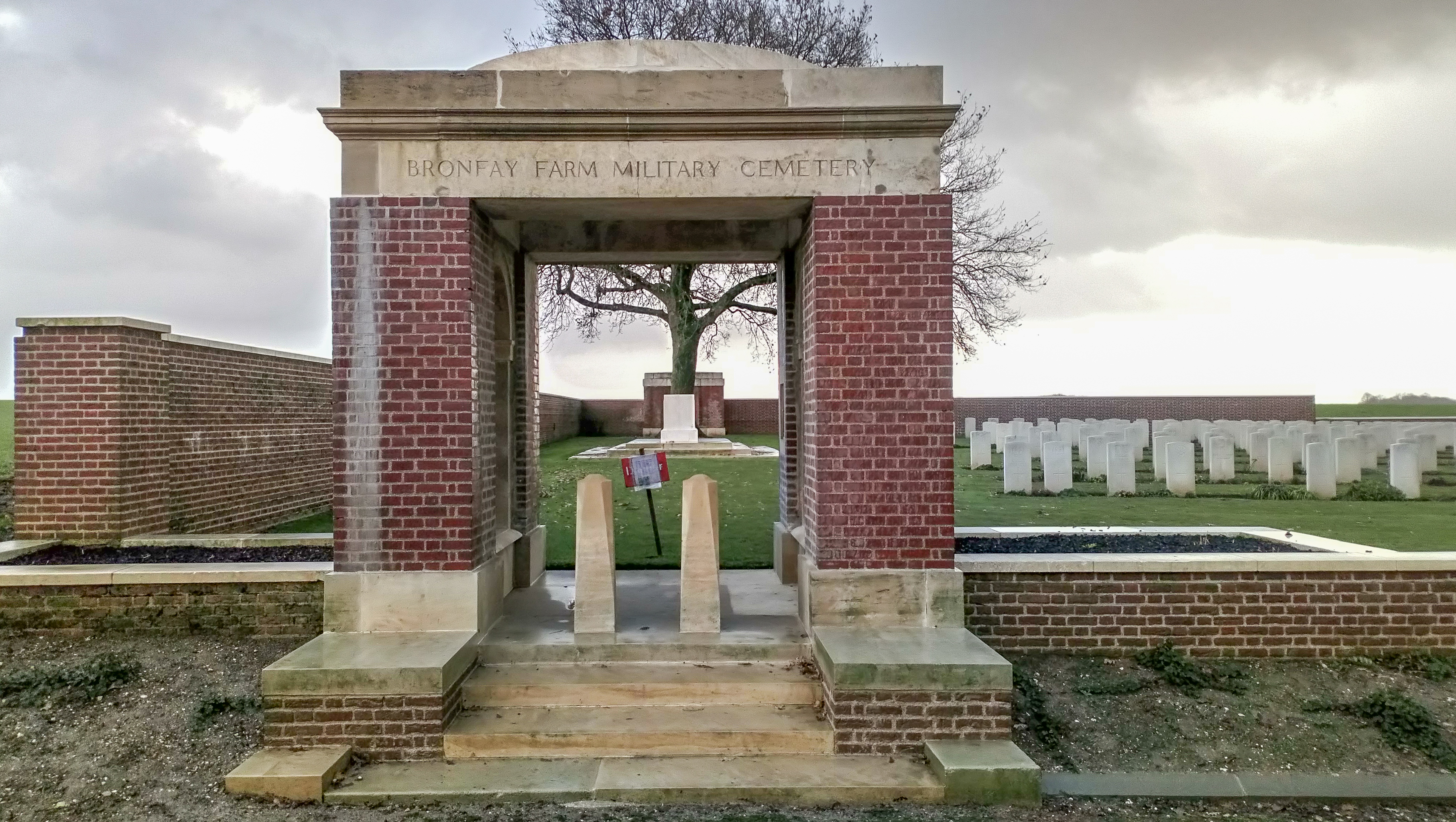
Cimetière britannique de la ferme de Bronfay
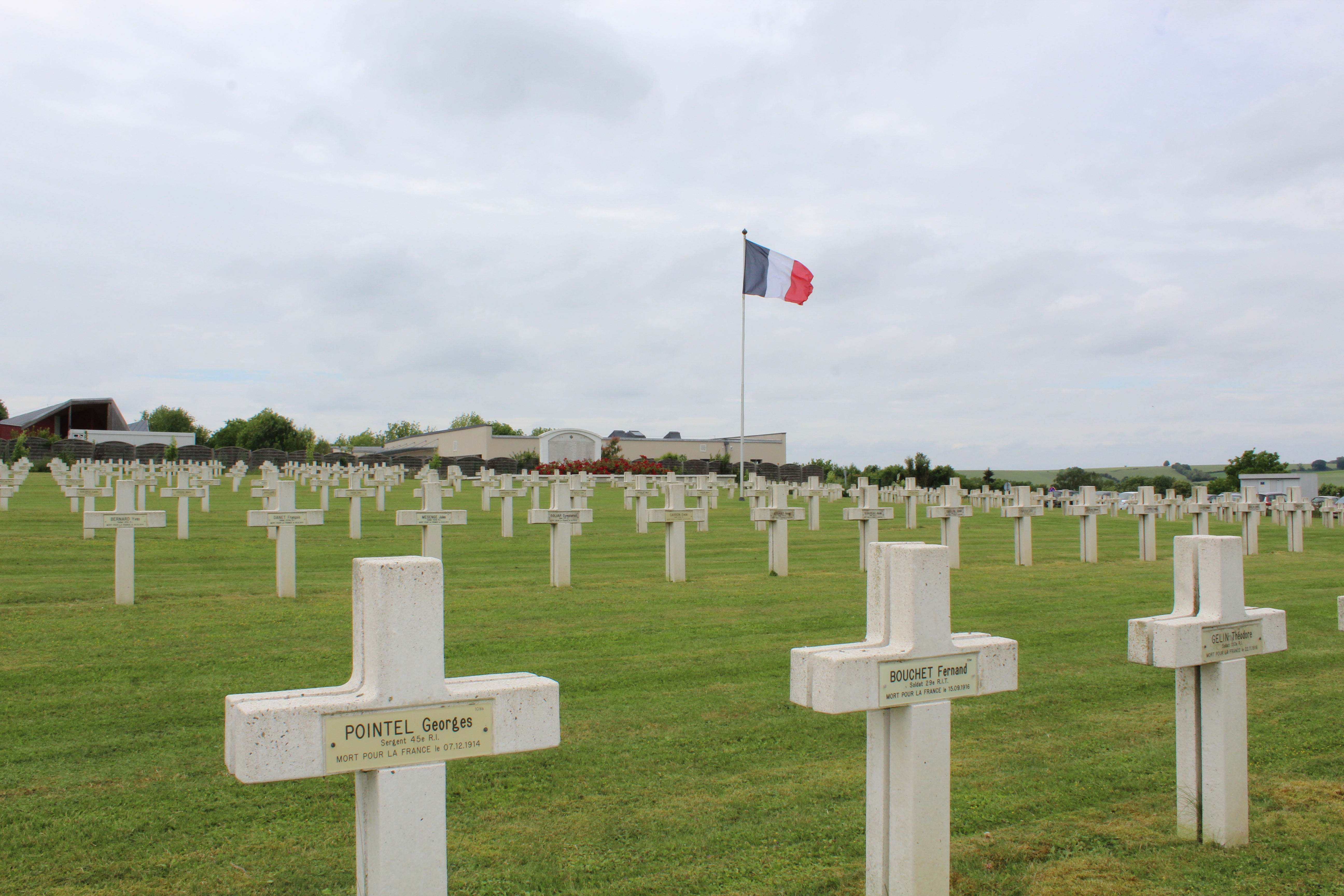
Nécropole nationale

#### Seconde Guerre mondiale
- La Seconde Guerre mondiale débuta par la mobilisation générale de 1939, et l'attente très longue de la drôle de guerre.
- La Wehrmacht attaqua le 10 mai 1940, et subitement, les troupes allemandes traversèrent la Meuse, voulant atteindre la Somme et couper la retraite des alliés stationnés en Belgique. Le général Gamelin ordonna aux divisions de se porter sur la Somme pour interdire leur passage. De furieux combats se déroulèrent dans les villages voisins de Chuignolles, Proyart, Méricourt-sur-Somme. Beaucoup de soldats allemands furent tués et les soldats français continrent l'offensive allemande, autour de Bray, pendant plusieurs jours.
- La localité subit l'Occupation quatre années durant, comme le reste du pays. Quelques troupes allemandes séjournèrent à Bray.
- Fin 1942, commença la Résistance face à l'occupant.
- Après le débarquement de Normandie, le 6 juin 1944, Bray-sur-Somme fut libérée par l'armée américaine, le 1er septembre 1944.

## Politique et administration

### Liste des maires
| Période                                  | Période      | Identité                   | Étiquette                  | Qualité |
| ---------------------------------------- | ------------ | -------------------------- | -------------------------- | --- |
| Les données manquantes sont à compléter. |              |                            |                            | |
| 1893                                     | 1902         | Eugène François            | Républicains progressistes | Propriétaire et brasseur Conseiller général de Bray-sur-Somme (1886 → 1908) député de la Somme de 1893 à 1902. |
| 1919                                     | 1935         | Gaston Bouchend'Homme      | Rad.                       | Agriculteur, brasseur Conseiller général de Bray-sur-Somme (1925 → 1940)                                       |
| mars 1958                                | 1961         | Jean-Claude Bouchend'homme | Rad.                       | Vétérinaire Conseiller général de Bray-sur-Somme (1958 → 1961)                                                 |
| Les données manquantes sont à compléter. |              |                            |                            | |
| mars 1982                                | 1989         | Daniel Lagache             | DVD                        | Pharmacien |
| mars 1989                                | 2001         | Marcel Guyot               | RPR                        | Inspecteur Conseiller général de Bray-sur-Somme (1988 → 2001)                                                  |
| mars 2001                                | 2008         | Daniel Lagache             | DVD                        | Pharmacien Conseiller général de Bray-sur-Somme (2001 → 2008)                                                  |
| mars 2008                                | mars 2014    | Marcel Guyot               | UMP                        | Inspecteur |
| mars 2014                                | mai 2020     | Philippe Lando             | SE                         | Ancien secrétaire de mairie                                                                                    |
| mai 2020                                 | octobre 2024 | Monique Vaquette           | SE                         | Décédée en fonction                                                                                            |
| décembre 2024                            | En cours     | Ludovic Goblet             |                            | |

### Politique environnementale
La localité a obtenu deux fleurs en 2016 au concours des villes et villages fleuris. En 2019, une troisième fleur récompense les efforts fournis au niveau du fleurissement.

### Jumelages
Au 23 octobre 2019, Bray-sur-Somme est jumelée avec la ville suivante :
- Inkberrow (Royaume-Uni)

## Population et société

### Démographie
L'évolution du nombre d'habitants est connue à travers les recensements de la population effectués dans la commune depuis 1793. Pour les communes de moins de 10 000 habitants, une enquête de recensement portant sur toute la population est réalisée tous les cinq ans, les populations de référence des années intermédiaires étant quant à elles estimées par interpolation ou extrapolation. Pour la commune, le premier recensement exhaustif entrant dans le cadre du nouveau dispositif a été réalisé en 2006.

En 2022, la commune comptait 1 191 habitants, en évolution de −6,59 % par rapport à 2016 (Somme : −1,26 %, France hors Mayotte : +2,11 %).
| 1793 | 1800  | 1806  | 1821  | 1831  | 1836  | 1841  | 1846  | 1851  |
| ---- | ----- | ----- | ----- | ----- | ----- | ----- | ----- | ----- |
| 964  | 1 065 | 1 077 | 1 339 | 1 447 | 1 405 | 1 450 | 1 544 | 1 545 |

| 1856  | 1861  | 1866  | 1872  | 1876  | 1881  | 1886  | 1891  | 1896  |
| ----- | ----- | ----- | ----- | ----- | ----- | ----- | ----- | ----- |
| 1 542 | 1 468 | 1 468 | 1 421 | 1 394 | 1 340 | 1 326 | 1 310 | 1 325 |

| 1901  | 1906  | 1911  | 1921 | 1926 | 1931  | 1936  | 1946  | 1954  |
| ----- | ----- | ----- | ---- | ---- | ----- | ----- | ----- | ----- |
| 1 215 | 1 219 | 1 125 | 816  | 968  | 1 064 | 1 085 | 1 085 | 1 076 |

| 1962  | 1968  | 1975  | 1982  | 1990  | 1999  | 2006  | 2011  | 2016  |
| ----- | ----- | ----- | ----- | ----- | ----- | ----- | ----- | ----- |
| 1 185 | 1 226 | 1 242 | 1 220 | 1 320 | 1 316 | 1 284 | 1 231 | 1 275 |

| 2021  | 2022  | - | - | - | - | - | - | - |
| ----- | ----- | - | - | - | - | - | - | - |
| 1 219 | 1 191 | - | - | - | - | - | - | - |

### Enseignement
Le regroupement pédagogique intercommunal géré par un syndicat intercommunal scolaire accueille 146 élèves pour l'année scolaire 2017 - 2018, au sein de l'école maternelle Les Capucines et de l'école élémentaire Jean-de-La-Fontaine. Un service de cantine avec self-service a été mis en place.
Le collège de 175 élèves Antoine de Saint-Exupéry assure localement la suite de la scolarité obligatoire.

## Économie

### Activités économiques et de services
Du fait de son enclavement, la commune offre assez peu d'activités industrielles. L'offre commerciale et artisanale est celle de la proximité. Les établissements scolaires vont de la maternelle au collège. Les services de santé sont eux aussi ceux de la proximité. La commune dispose d'une maison de retraite.

## Culture locale et patrimoine

### Monuments  et lieux touristiques

#### Église Saint-Nicolas
L'édifice en pierre du pays (calcaire jaune et tendre), élevé sur les ruines d'un ancien moutier construit par les moines de Saint-Riquier, fut associé aux heures les plus tragiques que connut l'histoire de la cité brayonne. Cette église, construite en partie durant la transition entre le style roman et le style gothique (au XIIe siècle) a subi de nombreuses transformations. Le style gothique flamboyant (XVIe siècle) est net : grandes fenêtres, absence de chapiteau en haut des colonnes. Les deux travées sont du XVIe siècle. Le clocher massif du XVIIIe siècle fut achevé en 1745 et s'élève à 35 mètres de hauteur.

Une église de style gothique flamboyant
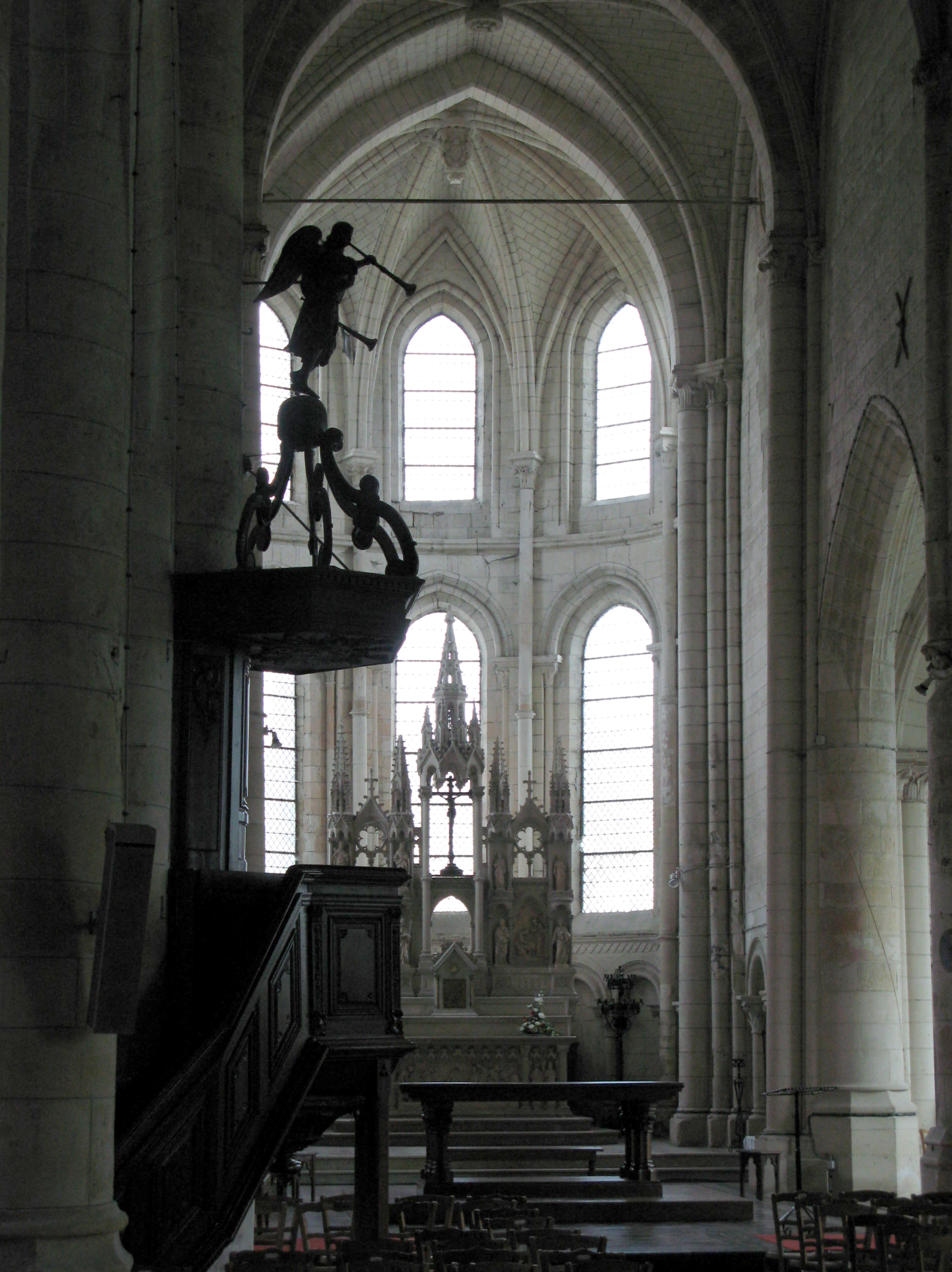
La chaire.
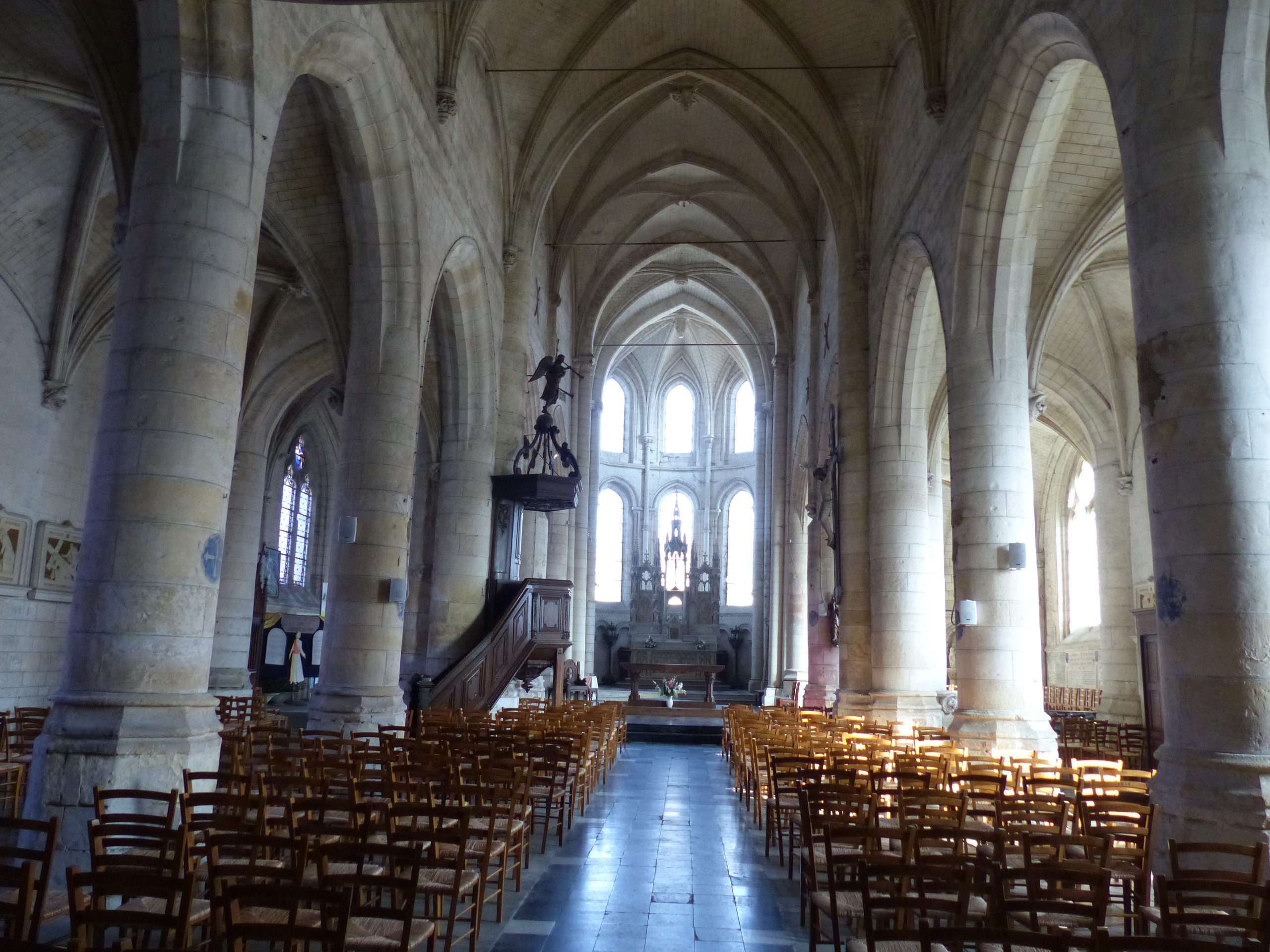
La nef.
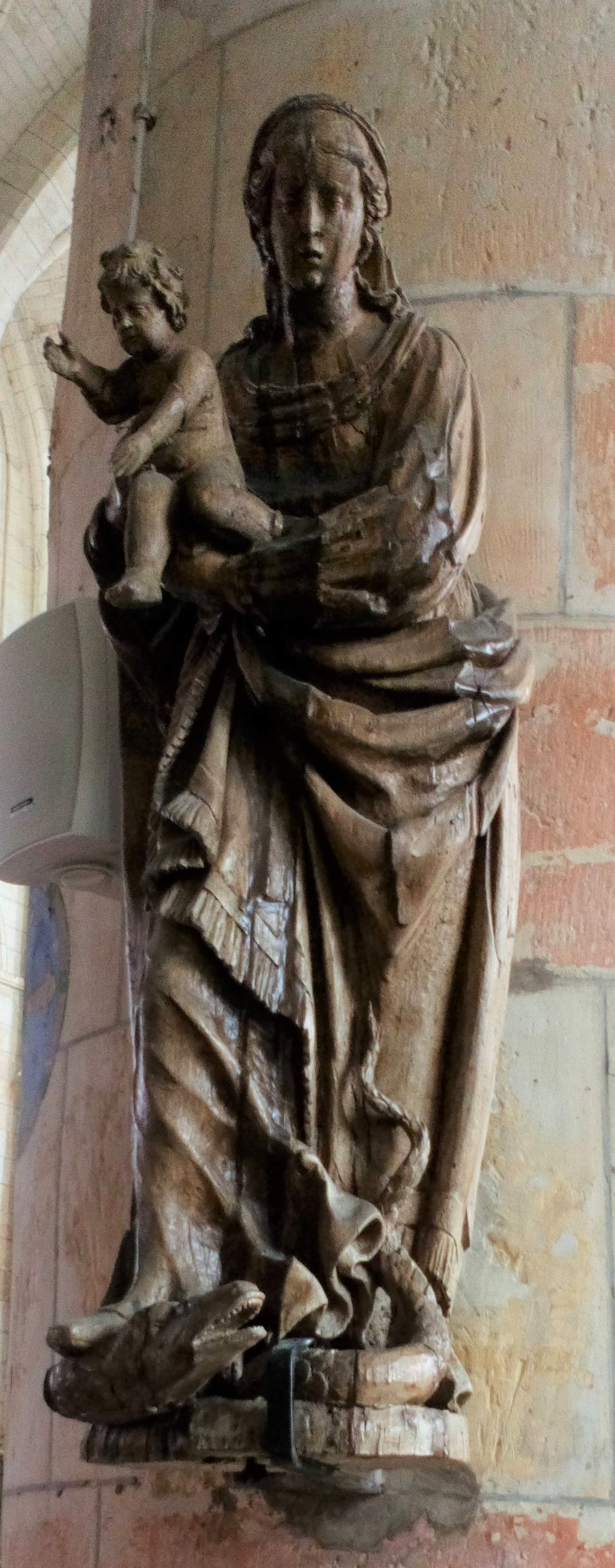
Statue de la Vierge à l'Enfant.

#### Statues de la Vierge
- rue des Catiches, un petit oratoire en pierre, avec une niche abritant une statuette de la Vierge à l'Enfant[36].
- route de Cappy, stèle triangulaire symbolisant la Trinité avec devant une statue de la Vierge à l'Enfant. La forme de triangle symbolise la Trinité[36].

#### Musée historique
Ce musée, dans le bâtiment de la mairie, au niveau de la rue, il retrace la vie et l'histoire de la ville et ses environs au travers des siècles, de l'époque celte à nos jours.
Une partie de l'exposition est consacrée à la Grande Guerre. On peut y voir la maquette du canon allemand (appelé Grosse Bertha) installé sur le territoire de Chuignes en 1918. Cette maquette a été construite par Antonio Garcia, de Chuignolles, qui fut l'un des exploitants du site entre les deux guerres.
L'une des curiosités de cette exposition est sans doute la reconstitution au moyen de maquettes, de la dernière bataille livrée dans la région par Manfred von Richthofen dit le Baron Rouge et de son escadrille appelée le Cirque Volant.

#### Lavoirs
Bray possède encore deux lavoirs du XVIIIe siècle, toujours accessibles au public. Ils sont repérables par leur toit bas de tuile rouge et un petit escalier descendant depuis le trottoir.
- Celui près du camping municipal (le lavoir de Béthisy) est annoncé par un panneau de présentation.
- L'autre (le lavoir de Montplaisir) est situé entre le 12 et le 14 de la rue Pierre-Curie, en direction de Cappy[Note 5].

#### Étangs
Aux alentours de Bray-sur-Somme, dans la haute vallée de la Somme se trouvent de nombreux étangs, paradis des pêcheurs. Ces étangs sont pour la plupart d'origine artificielle, creusés par l'homme pour en extraire la tourbe.
Le marais du Levant devrait devenir un sanctuaire lié à la pédagogie.
Différentes espèces de poissons peuvent être pêchées :
- anguille,
- brème,
- brochet,
- carpe,
- gardon,
- sandre  etc.

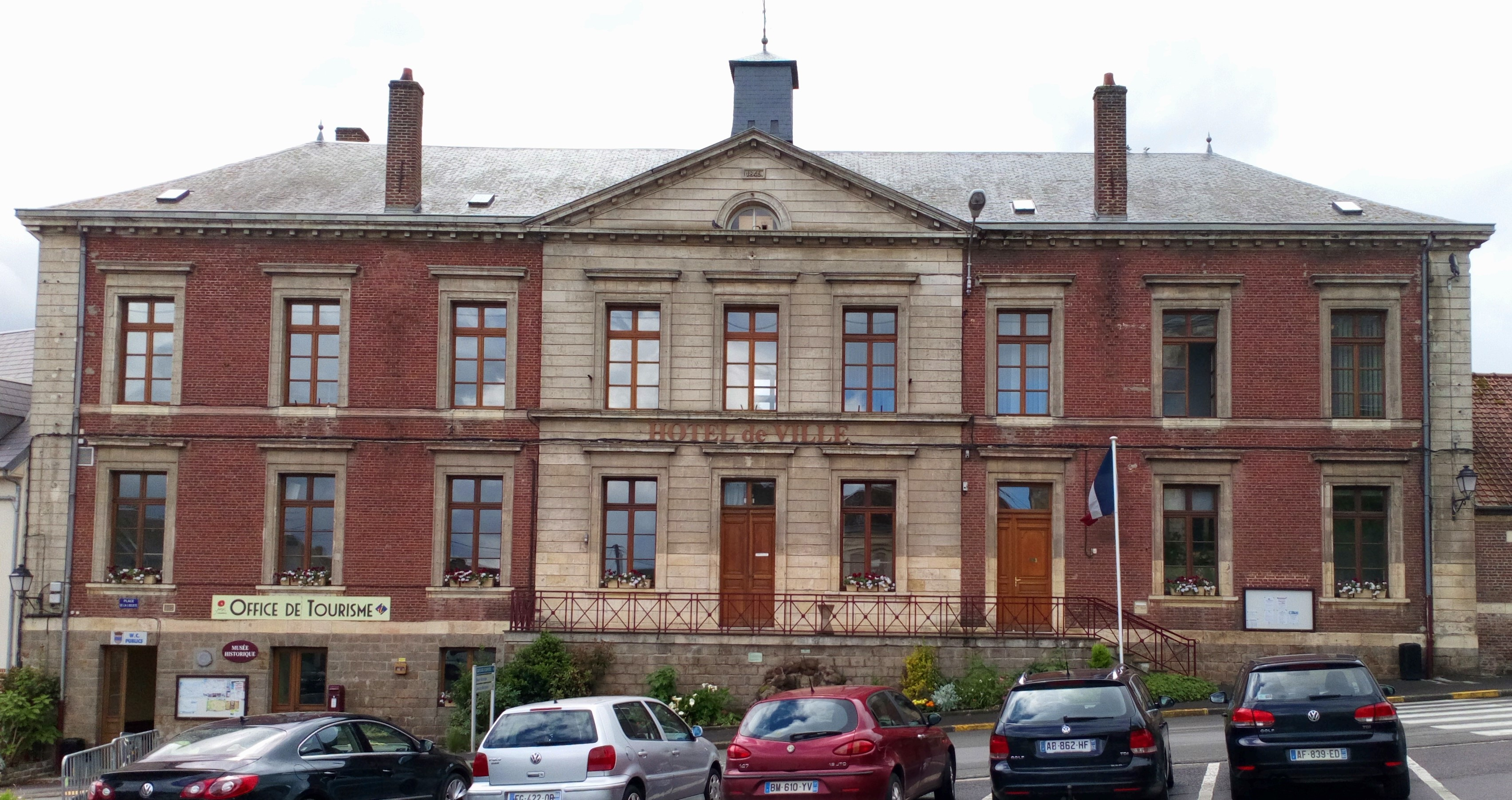
Mairie, musée, office de tourisme.
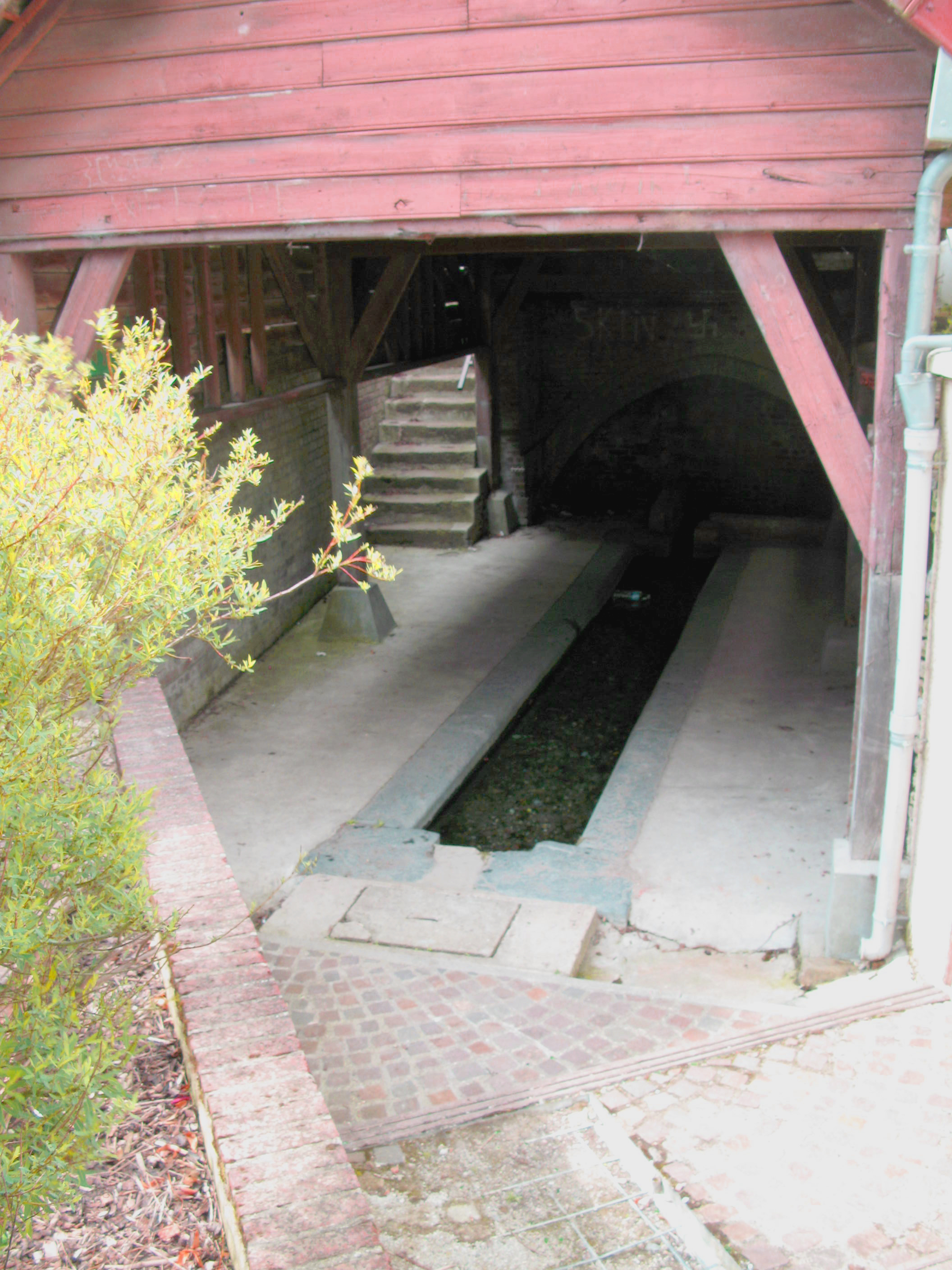
Descendre une dizaine de marches pour accéder aux rebords de pierre du lavoir.
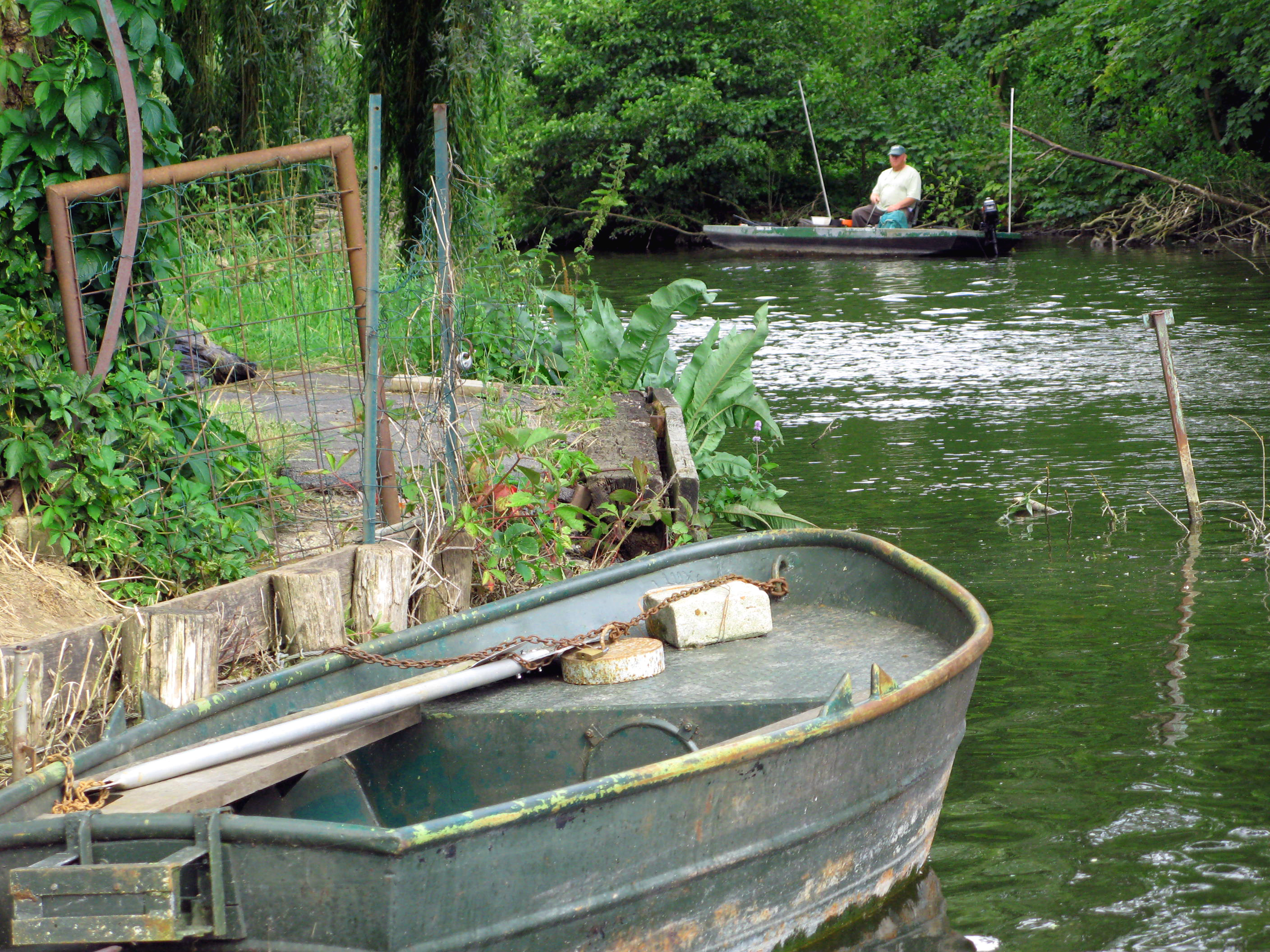
Calme, nature et verdure.

#### Tourbières
La tourbe est un combustible fossile noirâtre, constitué par un feutrage de fibres poreuses, légères, fournies par des roseaux, joncs, laiches, carex et autres espèces des marais à eau très claire et climat tempéré et encore d'autres matières végétales telles que les sphaignes (mousses aquatiques). La tourbe était utilisée comme engrais, combustible et aussi litière pour les chevaux.
L'extraction de la tourbe remonte au XVIIIe siècle pour pallier le manque de combustible en raison des défrichements.
La production se faisait en plusieurs étapes : 
- repérage des bancs de tourbe grâce à une sorte de pelle fixée au bout d'un manche de 1,10 m de long, puis extraction par effet de levier ;
- dépôt sur la berge et débitage en lingots ;
- séchage (si elle manque de consistance) ou broyage : travail réalisé par les femmes.

#### Les larris
Ces coteaux calcaires à la biodiversité remarquable sont entretenus par des ovins, sous le contrôle du Conservatoire d'espaces naturels de Picardie. Ils sont classés Natura 2000.

### Personnalités liées à la commune
- Nicolas de Bray (XIIIe siècle) rédigea un poème de 1 800 vers, De Gestis Ludovici VIII, qui retrace les exploits du roi Louis VIII, dédié en 1228 à l'évêque de Paris, Guillaume d'Auvergne[39].
- Jean Noiret, en 1712, pendant la Guerre de succession d'Espagne, cet habitant de Bray a fourni à Valenciennes des informations sur l'armée ennemie au maréchal de Villars, lui permettant de remporter la victoire de Denain[39].
- Alexandre-Désiré Turquet (1799-1871), prêtre, curé d'Harbonnières (1830) puis de Péronne (1843), auteur des Ephémérides religieuses de Péronne[40]. Natif de Bray-sur-Somme, chevalier de la Légion d'Honneur, il est décédé à Péronne.
- Claude-Hector Josse (1842-?), archéologue, naturaliste, vice-président de la Société des antiquaires de Picardie (1882), auteur de "Histoire de la ville de Bray-sur-Somme", natif de Croix-Moligneaux.
- Marie-Antoinette Beleau[pourquoi ?], restauratrice de l'ordre des Sœurs de la Charité après la Terreur. Elle mourut à Paris en 1804[39].

### Héraldique
|  | Les armes de la commune qui existaient avant la Révolution française remontent vraisemblablement au Moyen Âge, elles étaient sculptées au-dessus de l'ancienne porte de Corbie et au fronton de la gendarmerie au XIXe siècle : Blasonnement : - de gueules à la fasce cousue d'azur chargée de trois fleurs de lys d'or,. Ornement extérieur : - Croix de guerre 1914-1918 avec palme. Citation à l'ordre de l'armée du 27 octobre 1920 : « A supporté sans faiblesse des bombardements, qui l'ont en grande partie détruite. Par sa belle attitude morale, les dommages subis, les souffrances de sa population, a mérité la reconnaissance du pays. » |

## Pour approfondir